# District d'Arnsberg
Le district d'Arnsberg (en allemand Regierungsbezirk Arnsberg) est une des cinq circonscriptions allemandes (Regierungsbezirke) du land de Rhénanie-du-Nord-Westphalie.
Son chef-lieu est Arnsberg.

## Situation géographique
Le district est limitrophe des districts de Cologne et Düsseldorf à l'ouest, de Münster et de Detmold au nord, et, à l'est et au sud, de Hesse (districts de Cassel et de Giessen) et de Rhénanie-Palatinat.
Avant la suppression des districts en la Rhénanie-Palatinat (1er janvier 2000), le district limitrophe au sud-ouest du district de Arnsberg fut le district de Coblence.
Le district est situé au sud-est de Rhénanie-du-Nord-Westphalie.
Paysages : Sauerland, Hellweg, etc.
Cours d'eau : Lippe, Ruhr, Bigge, Möhne, Lenne

## Histoire
Le district fut créé par décret prussien du 30 avril 1815.
L'administration du district commençait le 22 avril 1816.

## Administration territoriale
Le district comprend sept arrondissements et cinq villes-arrondissements, dont 83 communes :

### Arrondissements (avant 1975)
1. Arrondissement d'Altena (de) (jusqu'en 1968, intégré à l'arrondissement de Lüdenscheid (de))
2. Arrondissement d'Arnsberg (de) (divisé entre les arrondissements du Haut-Sauerland, La Marck et de Soest
3. Arrondissement de Bilstein (de) (jusqu'en 1818, divisé entre les arrondissements d'Olpe et d'Eslohe (de))
4. Arrondissement de Bochum (de) (jusqu'en 1929, divisé entre les villes de Bochum, de Dortmund, d'Herne et de Witten)
5. Arrondissement de Brilon (de) (intégré à l'arrondissement du Haut-Sauerland)
6. Arrondissement de Dortmund (de) (jusqu'en 1929, divisé entre les villes de Lünen, de Castrop-Rauxel et d'Herne)
7. Arrondissement d'Ennepe-Ruhr (à partir de 1929)
8. Arrondissement d'Eslohe (de) (1819-1831, divisé entre les arrondissements de Meschede (de) et d'Arnsberg (de))
9. Arrondissement de Gelsenkirchen (de) (1885-1926, divisé les villes de Wattenscheid et Wanne-Eickel)
10. Arrondissement d'Hagen (de) (jusqu'en 1929, divisé entre l'arrondissement d'Ennepe-Ruhr et les villes d'Hagen et de Witten)
11. Arrondissement d'Hamm (de) (jusqu'en 1930, devient l'arrondissement d'Unna (de))
12. Arrondissement d'Hattingen (de) (1885-1929, divisé entre l'arrondissement d'Ennepe-Ruhr et la ville de Bochum)
13. Arrondissement d'Hörde (de) (1885-1929, divisé entre les arrondissements d'Hamm (de) et d'Iserlohn (de) et les villes de Dortmund et de Witten)
14. Arrondissement d'Iserlohn (de) (divisé entre les arrondissements de La Marck, d'Unna et la ville d'Hagen
15. Arrondissement de Lippstadt (de) (intégré à l'arrondissement de Soest)
16. Arrondissement de Lüdenscheid (de) (à partir de 1969, intégré à l'arrondissement de La Marck)
17. Arrondissement de Medebach (de) (jusqu'en 1818, divisé entre les arrondissements de Brilon (de) et d'Eslohe (de))
18. Arrondissement de Meschede (de) (intégré à l'arrondissement du Haut-Sauerland)
19. Arrondissement d'Olpe (à partir de 1819)
20. Arrondissement de Siegen (de)
21. Arrondissement de Soest (de)
22. Arrondissement de Schwelm (de) (1887-1929) (intégré à l'arrondissement d'Ennepe-Ruhr)
23. Arrondissement d'Unna (de) (à partir de 1930)
24. Arrondissement de Wittgenstein (de) (intégré à l'arrondissement de Siegen)

### Arrondissements (à partir de 1975)
1. Arrondissement d'Ennepe-Ruhr : 9 communes, dont 9 villes
2. Arrondissement du Haut-Sauerland : 12 communes, dont 10 villes
3. Arrondissement de La Marck : 15 communes, dont 12 villes
4. Arrondissement d'Olpe : 7 communes, dont 4 villes
5. Arrondissement de Siegen-Wittgenstein : 11 communes, dont 7 villes
6. Arrondissement de Soest : 10 communes, dont 8 villes
7. Arrondissement d'Unna : 10 communes, dont 8 villes

### Villes-arrondissements
1. Bochum : 1 commune
2. Dortmund : 1 commune
3. Hagen : 1 commune
4. Hamm : 1 commune
5. Herne : 1 commune

## Présidents du district
| Début mandat       | Fin mandat        | Nom                                 | Parti |
| ------------------ | ----------------- | ----------------------------------- | ----- |
| 1er août 1816      | 24 mars 1825      | Friedrich von Bernuth (de)          |       |
| 1825               | 1831              | Karl von Flemming (de)              |       |
| 1831               | 5 mars 1836       | Philip-Ludwig Wolfart (de)          |       |
| 5 mars 1836        | 18 avril 1845     | Georg Wilhelm Keßler (de)           |       |
| 8 juillet 1845     | août 1848         | Heinrich Friedrich von Itzenplitz   |       |
| 16 novembre 1848   | 4 juin 1849       | Moritz von Bardeleben               |       |
| 18 juillet 1849    | 1851              | Carl von Bodelschwingh              |       |
| novembre 1851      | 18 mai 1854       | Ernst von Bodelschwingh             |       |
| 28 septembre 1854  | 3 juillet 1863    | Friedrich von Spankeren             |       |
| 18 juillet 1863    | octobre 1874      | Heinrich Wilhelm von Holtzbrinck    |       |
| 29 octobre 1874    | 14 novembre 1880  | Georg von Steinmann                 |       |
| 14 novembre 1880   | 22 juin 1889      | Alfred von Rosen (de)               |       |
| 26 juin 1889       | 16 avril 1901     | Wilhelm Julius Reinhold Winzer (de) |       |
| 17 avril 1901      | 13 février 1903   | Ludwig von Renvers (de)             |       |
| 26 mars 1903       | 18 juin 1907      | Franz Coels von der Brügghen (de)   |       |
| 9 septembre 1907   | décembre 1907     | Friedrich Ernst von Schwerin        |       |
| 6 janvier 1908     | 30 septembre 1919 | Alfred von Bake                     |       |
| 16 octobre 1919    | 15 février 1933   | Max König (de)                      | SPD   |
| 23 février 1933    | 20 septembre 1935 | Max von Stockhausen (de)            | DNVP  |
| octobre 1935       | 31 août 1941      | Ludwig Runte (de)                   | NSDAP |
| 1er janvier 1942   | 16 mai 1945       | Lothar Eickhoff (de)                | NSDAP |
| 1er juin 1945      | 31 juillet 1949   | Fritz Fries (de)                    | SPD   |
| 15 mars 1950       | 28 février 1956   | Hubert Biernat (de)                 | SPD   |
| 2 juin 1956        | 31 juillet 1973   | Ernst Schlensker (de)               | SPD   |
| 1er août 1973      | 12 janvier 1977   | Fritz Ziegler (de)                  | SPD   |
| 13 janvier 1977    | 19 février 1990   | Richard Grünschläger (de)           | SPD   |
| 20 février 1990    | 30 juin 1998      | Raghilt Berve (de)                  | SPD   |
| 1er août 1998      | 12 novembre 2002  | Wolfram Kuschke (de)                | SPD   |
| 1er janvier 2003   | 22 juillet 2005   | Renate Drewke (de)                  | SPD   |
| 23 juillet 2005    | 18 août 2010      | Helmut Diegel (de)                  | CDU   |
| 18 août 2010       | 31 août 2015      | Gerd Bollermann (de)                | SPD   |
| 1er septembre 2015 | 31 août 2017      | Diana Ewert (de)                    | SPD   |
| 1er septembre 2017 |                   | Hans-Josef Vogel (de)               | CDU   |